# 313
313 је била проста година.

## Догађаји
- 13. јун — Цареви Константин Велики и Лициније доносе Милански едикт. Овај едикт окончава велики прогон хришћана и први је закон у западној историји који декретира слободу вероисповести. Такође враћа имовину одузету од хришћана. Едикт је постављен у Никомедији .
- Пензионисани цар Диоклецијан умире у својој палати у Сплиту, највероватније природном смрћу.
- Фебруар: Цареви Константин  и Лициније се састају у Медиолануму (савремено Милано). Лициније се жени Константиновом полусестром Констанцијом.
- Цар Максимин Даја прелази Босфор са војском од 70.000 људи и опседа Хераклеју у Тракији. Он осваја град после осам дана.
- Битка код Цирала: Лициније побеђује свог ривала Максимина у Тракији, који потом бежи у Киликију. Након што је изгубио Киликијске капије од Лицинијевих снага, Максимин је извршио самоубиство.
- Лициније спроводи чистку широм тетрархијске династије. Погубио је Галеријевог сина Кандидијана, Валерија Северовог сина Северијана (којег оптужује за заверу) и Максиминусову жену, сина и ћерку. Диоклецијанова жена Приска и ћерка Галерија Валерија се крију.
- 14. март – Лиу Цонг, владар државе Сјонгну (Хан-Зхао), погубио је цара Хуаија од Ђина. На царској новој години он и бројни бивши званичници Ђина су отровани. Престолонаследник Мин од Ђина, стар 13 година, успева у Чанг'ану, свог ујака Хуаија од Ђина и постаје нови цар династије Ђин.
- Базилика Максенција и Константина (или Базилика Нова) у Риму је завршена.
- 2. октобар – Латерански сабор: Донатизам је осуђен и проглашен за јерес.
- Арије почиње своју проповед о Исусовој људској природи.

## Рођења
- Кирило Јерусалимски, хришћански епископ и теолог († 386.)
- Дидим Слепи, александријски теолог (ум. 398.)